# Arák
Arák (persky: اراک) dříve znám pod jménem Sultán Ábád (persky سلطان آباد‎) je velké město v Íránu, centrum provincie Markazí. V roce 2005 zde žilo 511 127 obyvatel, podle jiného zdroje 410 000 obyvatel. Nachází se nedaleko solného jezera, v nadmořské výšce 1830 metrů. Městem prochází železnice, nachází se zde muzeum, několik fotbalových a atletických stadionů.